# 黒色オベリスク
黒色オベリスク（こくしょくオベリスク）は、紀元前9世紀にメソポタミア地方でつくられた黒石灰岩製のアッシリアの彫刻作品である。多くの場面が浅浮彫で描かれ、碑文が刻まれている。シャルマネセル3世（在位：前859年-前824年）の事績を記念したもので、北部イラクのニムルド（古代のカルフ）で発見された。大英博物館で展示されており、他のいくつかの博物館がレプリカを置いている。
現在までに発見されている2点のアッシリアのオベリスクの1つであり、もう一つはアッシュルナツィルパル1世の白色オベリスク（白色オベリスクは黒色オベリスクよりもずっと早くに作られた作品である）である。このオベリスクは歴史学的に重要で、『旧約聖書』の登場人物－イスラエル王イエフ－を描いた最古の描写を含んでいる。もっとも、このオベリスクの碑文に登場する「Yaw」をイエフ（Jehu）とする伝統的な見解は複数の学者から疑問視されており、こうした学者らは「Yaw」を別のイスラエル王ヨラム（Jehoram）であるとしている。また、碑文で言及されている「Parsua」はペルシア人に対する最古の言及でもある。
特定可能な地域および人々から貢納が集められていることがわかる。黒色オベリスクは内戦時の前825年にニムルドの中央の広場に公共の記念碑として建立された。そして西暦1846年に考古学者オースティン・ヘンリー・レヤード卿によって発見され、現在では大英博物館に収蔵されている。

## 概要
各面に5層ずつ、全体で20のレリーフが刻まれている。各層がそれぞれ異なる5人の征服された王たちを描いており、いずれもアッシリア王の前に平伏し貢物を捧げている。上部から下方へ順番に(1)ギルザヌ（北西イランにある）のスア（Sua）、(2)ビート・オムリのヤウア（Yaua、オムリ家のイエフ）、(3)ムスリの名前不明の君主、(4)スヒ（Suhi、ユーフラテス川中流、シリアとイラクに跨る地域）のマルドゥク・アピル・ウツル、(5)パティン（Patin、トルコのアンタキヤ地方）のクァルパルンダ（Qalparunda）である。それぞれの場面がオベリスクを巡る4つのパネルで構成され、上側に楔形文字で説明が刻まれている。
レリーフの上部と下部にはシャルマネセル3世の年代記を記した長文の楔形文字文書がある。これにはシャルマネセル3世とその最高司令官が治世31年まで毎年を行っていた遠征のリストが掲載されている。いくつかの特徴から、このオベリスクが最高司令官ダヤン・アッシュル（Dayyan-Assur）によって建てられたものである可能性があり得る。

## 第2層

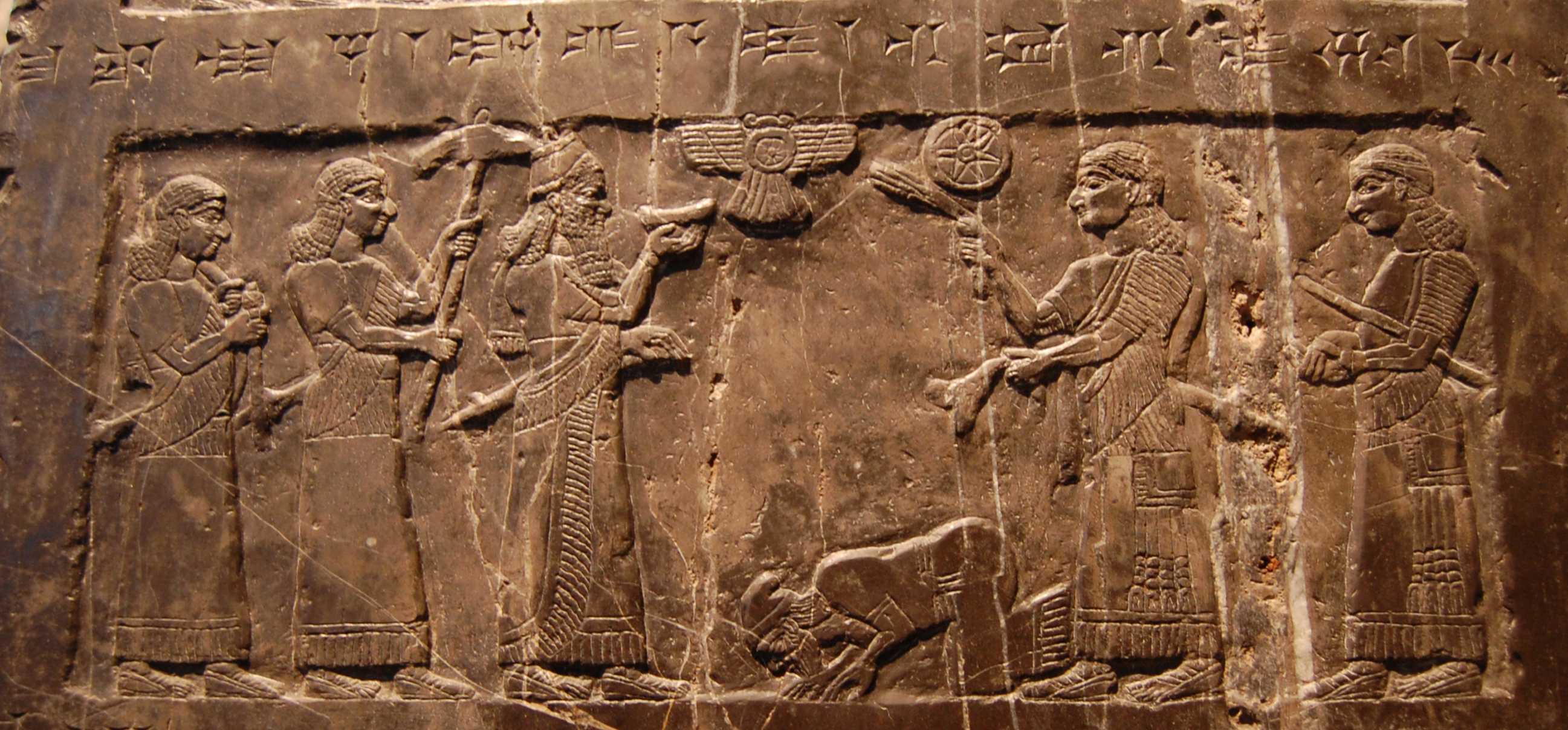
シャルマネセル3世に膝まづくイエフJehu。これは「イスラエル人ないしユダヤ人の君主を描いた唯一の古代中東の肖像である。

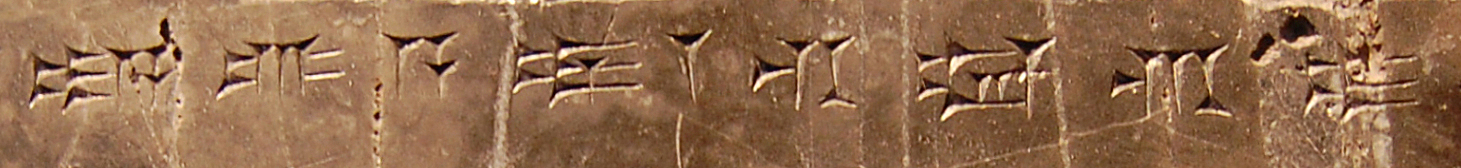
Ia-ú-a mar Hu-um-ri-i (𒅀𒌑𒀀 𒈥 𒄷𒌝𒊑𒄿)：「オムリの古イエフ」

上から2番目の層は、現存する最古の『旧約聖書』の登場人物の図像を含んでいると考えられている。この層に描かれている人物の名前はmIa-ú-a mar mHu-um-ri-iであると見られる。ヘンリー・ローリンソンによる1850年の代表作『On the Inscriptions of Assyria and Babylonia』における原文訳は次のように説明されている。「第2層の貢物はフビリ（Hubiri）の子ヤフア（Yahua）によって運ばれたと述べられている。この君主はオベリスクに刻まれた年代記で言及されておらず、それ故にどこの国の人物だったのかについて私はわからない。」1年以上後、エドワード・ヒンクス師によって聖書との繋がりが指摘された。彼は1851年8月21日の日記に次のように書いている。「このオベリスクに描かれた虜囚たちの1人をイスラエルの王イエフと特定する考え、この点に自分自身を満足させ、これを発表する手紙をアテナエウムに書いた」。ヒンクスの手紙は同じ日に、イギリスの文芸雑誌アテナエウムで「Nimrud Obelisk」というタイトルで発表された。ヒンクスによるこの特定は現代では聖書考古学者たちの一般的な見解となっている。
「ヤフア（Yahua）」とイエフの同定はジョージ・スミスのような同時代の学者や、同様に最近ではピーター・カイル・マッカーター（Peter Kyle McCarter）やエドウィン・ティーレによって疑問視されている。彼らはイエフがオムリ家の人物ではないことや、音訳および編年の問題に基づきこの同定に疑問を投げかけている。しかしながら、この名前は「オムリの子（Bit-Khumri、オムリ家）ヤウ（Yaw）」と読み、聖書に登場するイスラエル王イエフと見なすというヒンクスの見解に従うことが一般的な見解となっている。
このオベリスクは前841年にイエフが貢物を運んできたか、あるいは送ってきた様子を描いている。イエフはイスラエルとフェニキアおよびユダの同盟を破棄してアッシリアに臣従した。この場面の上のキャプションはアッシリア楔形文字で書かれており、次のように訳すことができる。
「余はオムリ（アッカド語: 𒅀𒌑𒀀 𒈥 𒄷𒌝𒊑𒄿）の子イアウア（Iaua、イエフ）の貢物を受け取った。銀、金、黄金の容器、尖底の黄金の壺、黄金の酒器（tumblers）、黄金の桶（buckets）、錫、王勺（と）槍を。」

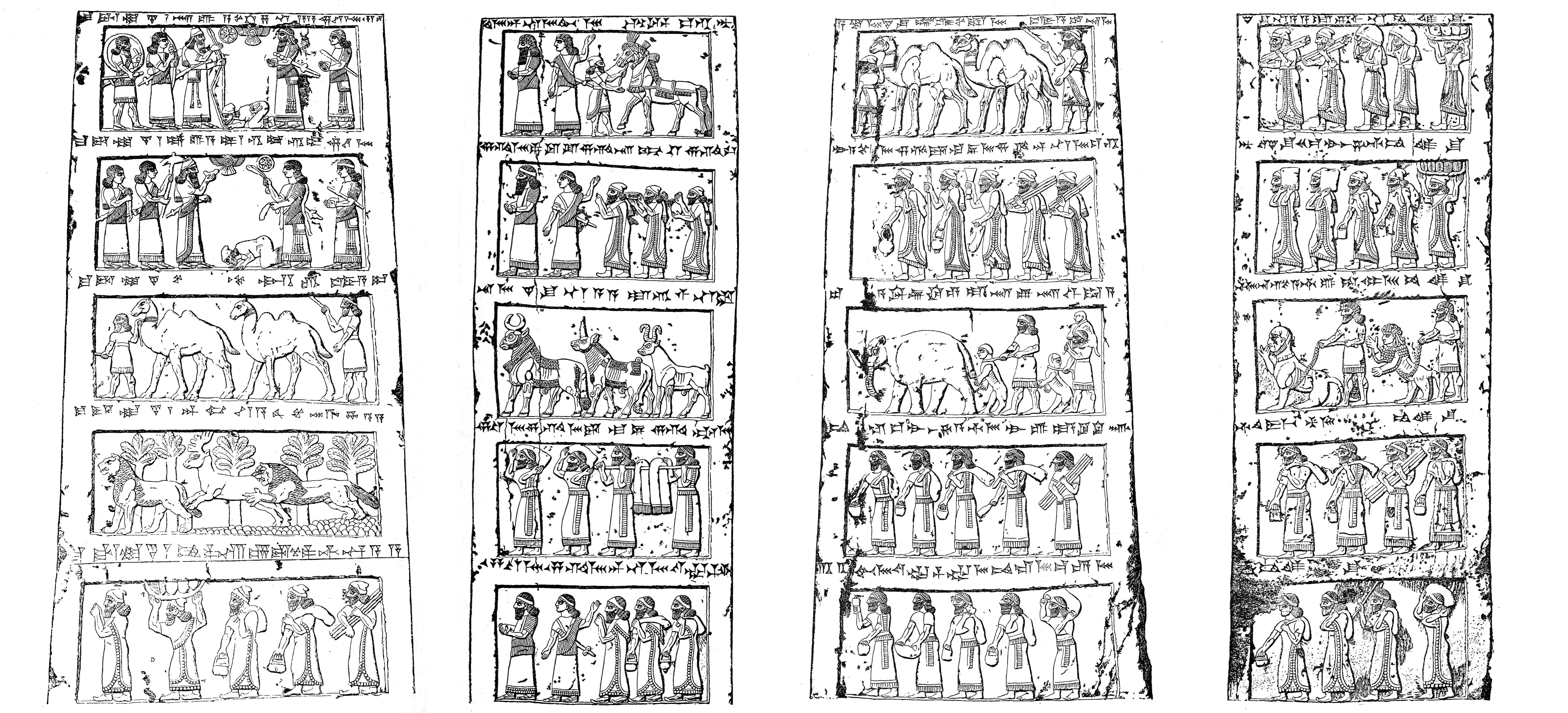
黒色オベリスクの四面の模写。浮彫の第2層目はイエフ王のユダヤ人使節団を描いている
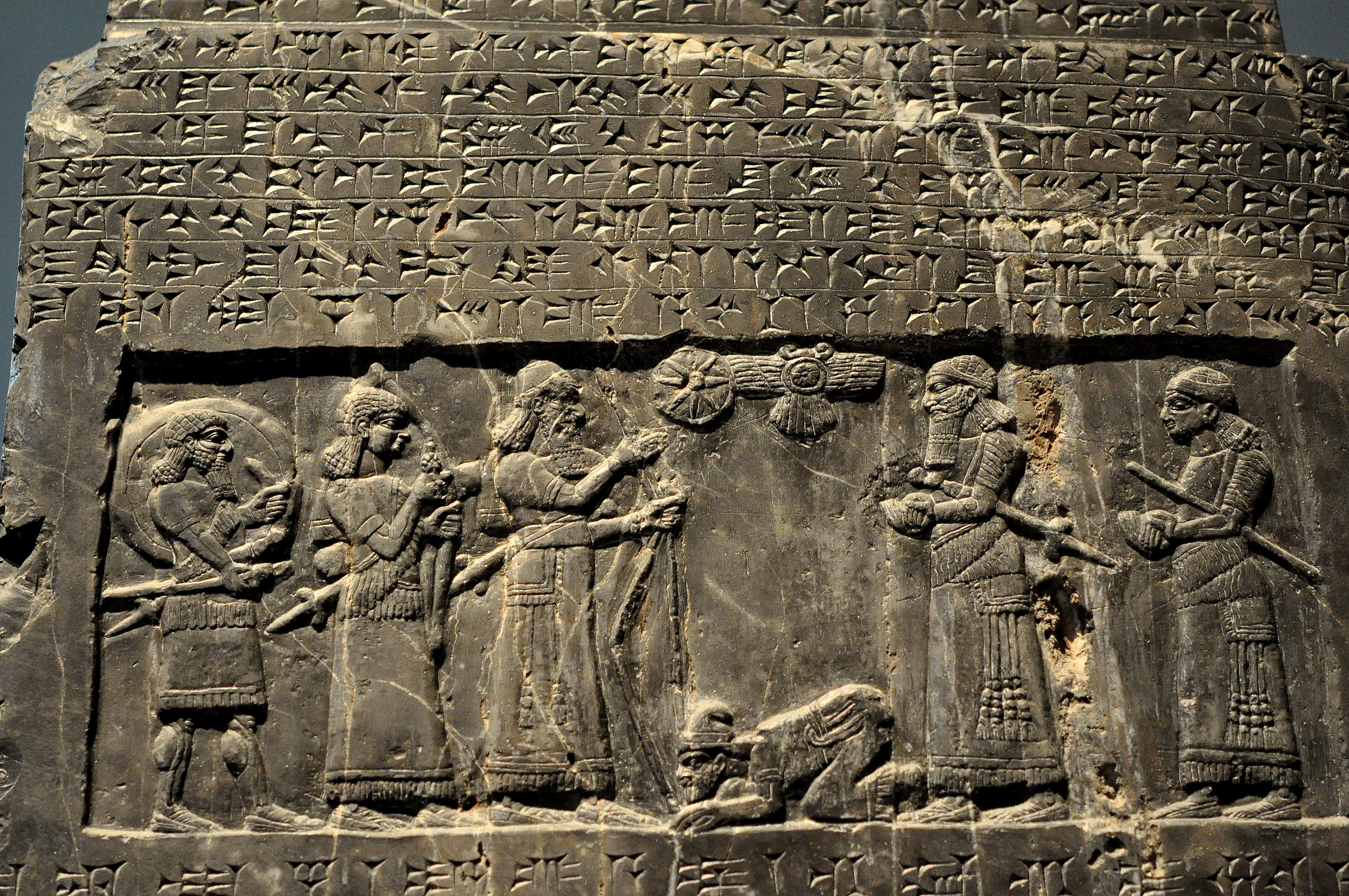
アッシリア王シャルマネセル3世がギルザヌ王スアから貢物を受け取っている（黒色オベリスク）
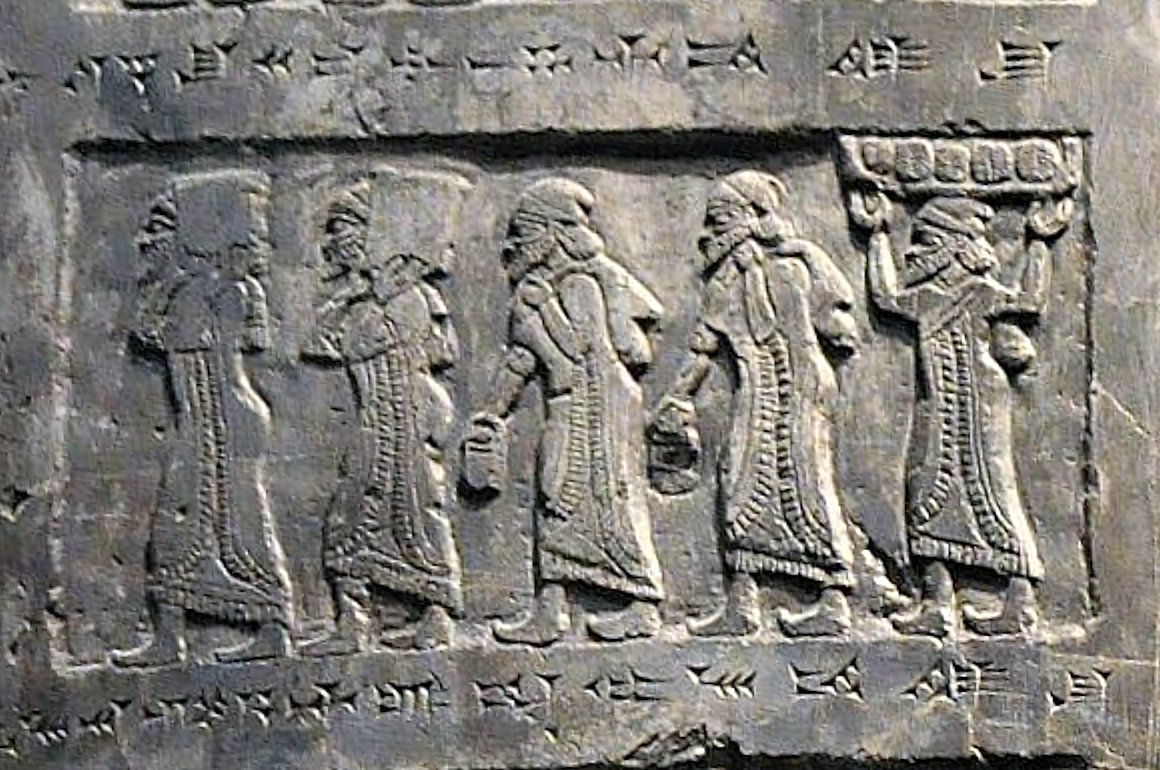
イエフ王の贈り物を持ったユダヤ人使節団の一部（黒色オベリスク、前841年-前840年）[11]。
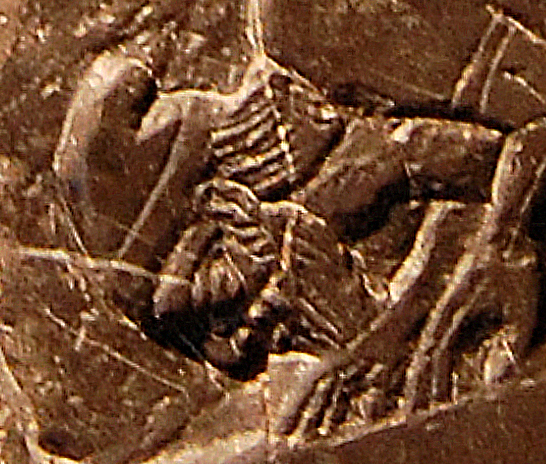
シャルマネセル3世の黒色オベリスクに描かれたイエフ[3]。これは「イスラエル人またはユダヤ人の君主を描いた唯一の古代中東の美術品である」

## レプリカ
黒色オベリスクのレプリカがシカゴ大学東洋研究所、ケンブリッジにあるハーバード大学のセム博物館、ワシントン・D・Cにあるアメリカ・カトリック大学セム学科（Semitic Department）のICORライブラリ、オレゴン州セーラムにあるコーバン大学のプレウィット＝アレン考古学博物館、 ミシガン州ベリアン・スプリングスにあるアンドリュース大学のジークフリード・H・ホーン博物館、ペンシルベニア州ピッツバーグにあるケルソー中東考古学博物館（Kelso Museum of Near Eastern Archaeology）、ニュージーランドのクライストチャーチにあるカンタベリー博物館、デンマークにあるオーフス大学の古代美術博物館、オランダのオーファーアイセル州カンペンにあるTheological University of the Reformed Churches、東京の聖書考古学資料館にある。

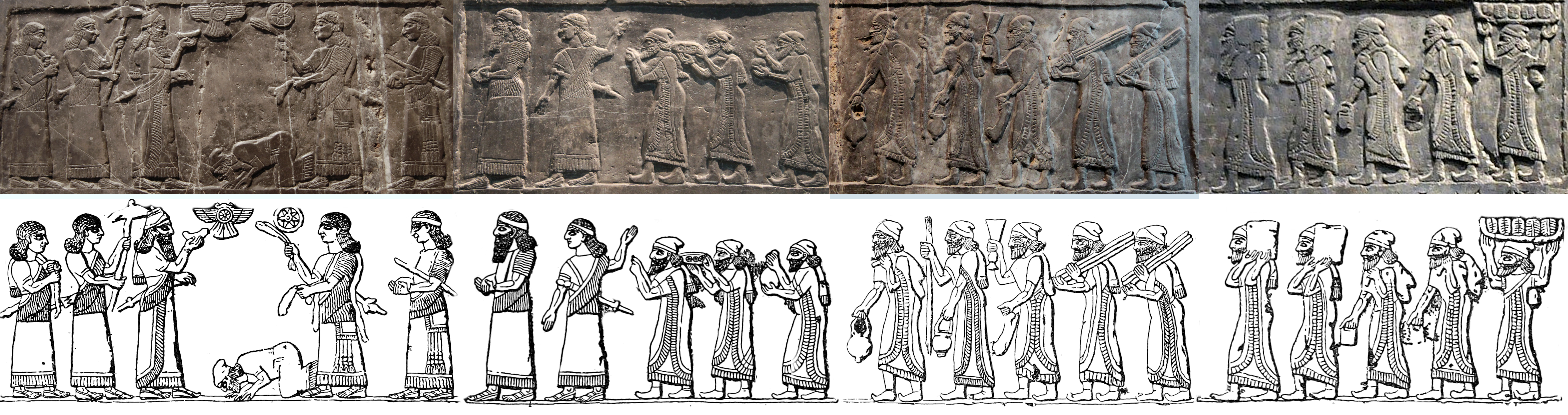
シャルマネセル3世へのユダヤ人代表団。第2層の4つの浮彫で構成されている（黒色オベリスク、前841年-前840年）